# 武昌东站
武昌东站，简称武东，是位於中華人民共和國湖北省武漢市洪山區东湖风景区街道的鐵路編組站兼停車場。建于1955年。旧场（武东客场）中心位于武九铁路K24+395处，新场中心位于武九铁路K29+640处，离武昌站25公里，离庐山站222公里，隶属武汉铁路局管辖。现为一等站。
武昌东站是武漢地區枢纽編組場與停車場之一，负责长江以南的编组和调车作业。该站为混合二级五场站型，分铁路（二级三场）和钢厂（二级二场）2个系统，其中铁路系统到达场设到发线13条、到发场设到发线4条、调车场设调车线23条，车站查定解编能力3,337辆（单向）；钢厂系统查定为独立建制、由中国宝武武钢集团有限公司管辖的武钢站。

## 概述
车站建于1958年，始建时定为三等站。车站为横列十路厂联合编组站，场内有股道23条，但仅有9条归属铁路，其余皆由武钢管理。运营初期的车站日编车4列，其中铁山站方向3列、往江岸西站方向1列，其余编解业务交由武昌南站执行。同时车站还办理客货运营业。
随着武钢产量的上涨及武大铁路（今武九铁路）的运输扩张，车站站线运用逐渐紧张，直至武钢厂前胡家山线路所开通才略有缓解。1969年4月1日，上行邻站楠栂庙站扩建工作完成，其站场作为本站的辅助编组场运用，至此时本站的站线紧张问题才彻底得到缓解。
70年代后，武钢产量进一步扩大，且由于厂区每日早晚会密集接发列车，站线运用又趋于紧张。1973年，升格为二等站，楠栂庙站交由其管辖。1974年，国家建设委员会批准建设新武昌东路厂联合编组站，次1975年全面动工兴建。1980年1月29日，武东一场开始运用，6月20日，站场全部交付使用。
新的武昌东编组站站型为二级五场。其中，铁路与武钢各有一套机械化驼峰调车系统，铁路管辖武东一、二、三场，新武昌东站投入运行后，车站主要机构迁至新站，同时旧武昌东站站场称武东客场，仅保留4条股道，其余股道停用。
1988年，大沙铁路行将通车，车站又兴建了分流工程。1989年，由于武昌南站施工，车站又进行了扩建。
2017-2018年间，有些企业曾向武汉市公安局青山分局报案，称通过铁路订购的原料经常缺斤短两，后经警方查实为本站附近的居民在收买保安后所为。
2018年4月，根据武汉铁路枢纽内分工调整，武昌南站不再办理编组业务，其职能交由本站承担。

## 武钢武昌东站
武昌东站的一、二、三场为铁路系统管辖的二级三场，四、五场为武钢管辖的二级二场，武东客场东侧钢厂管辖股道武钢称轧钢站。查定95306中将武昌东站武钢管辖部分称武钢站。
轧钢站位于武东客场东侧，是在新武东站场启用前的路厂交接站。1958年开站初期，路局与武钢各场独自接发列车，即“各进己场”，造成了铁路股道经常发生线路堵塞问题。后经过双方协商，成立路厂协作办公室，有效杜绝了车辆堵塞问题，也为后续新武昌东站的运用模式提供了经验。老武东站的武钢部分在新武昌东站开通后改为武钢管辖的轧钢站。
武昌东站采取路厂“各进他场”的交接方式办理货运转接。路局到达列车直接进入钢厂部分的到达场（武东四场、武钢四场），武钢返出的空车重车直接进入路局部分的到达场（武东一场）。这种运用方式提升了车辆的交接效率，是路厂联合编组站历史上的首例。

## 胡家山站
胡家山站，现称厂前站，位于武钢厂前大门附近。其原为武大铁路上的车站，在1958年5月1日武大线正式交由路局运营后裁撤，改为隶属于武昌东站的胡家山作业区。1960年，其又从武东划出成立胡家山站，青山热电厂等企业的运输任务由该站接管。1962年，为疏通武东北咽喉，武钢启动车辆分流调度，武昌北站到达青山热电厂的车辆进入胡家山站站场，而武钢原料站返出的空车直接到达路局楠栂庙站（即楠栂庙站路局管辖部分），当年4月，又改为胡家山作业区并入武东站。1969年5月，站场自武昌东站分出为武钢专用线上的厂前站。

## 图集
- DF7C5230 牵引流芳站开往何刘站的 8318/9 次市郊列车进入武昌东站Ⅰ场
- 眺望武昌东Ⅱ场
- 自东彭路道口望向武昌东Ⅳ场